# Blechnum ascendens
Blechnum ascendens är en kambräkenväxtart som beskrevs av A. Rojas. Blechnum ascendens ingår i släktet Blechnum och familjen Blechnaceae. Inga underarter finns listade.